# Moravische kerknederzettingen

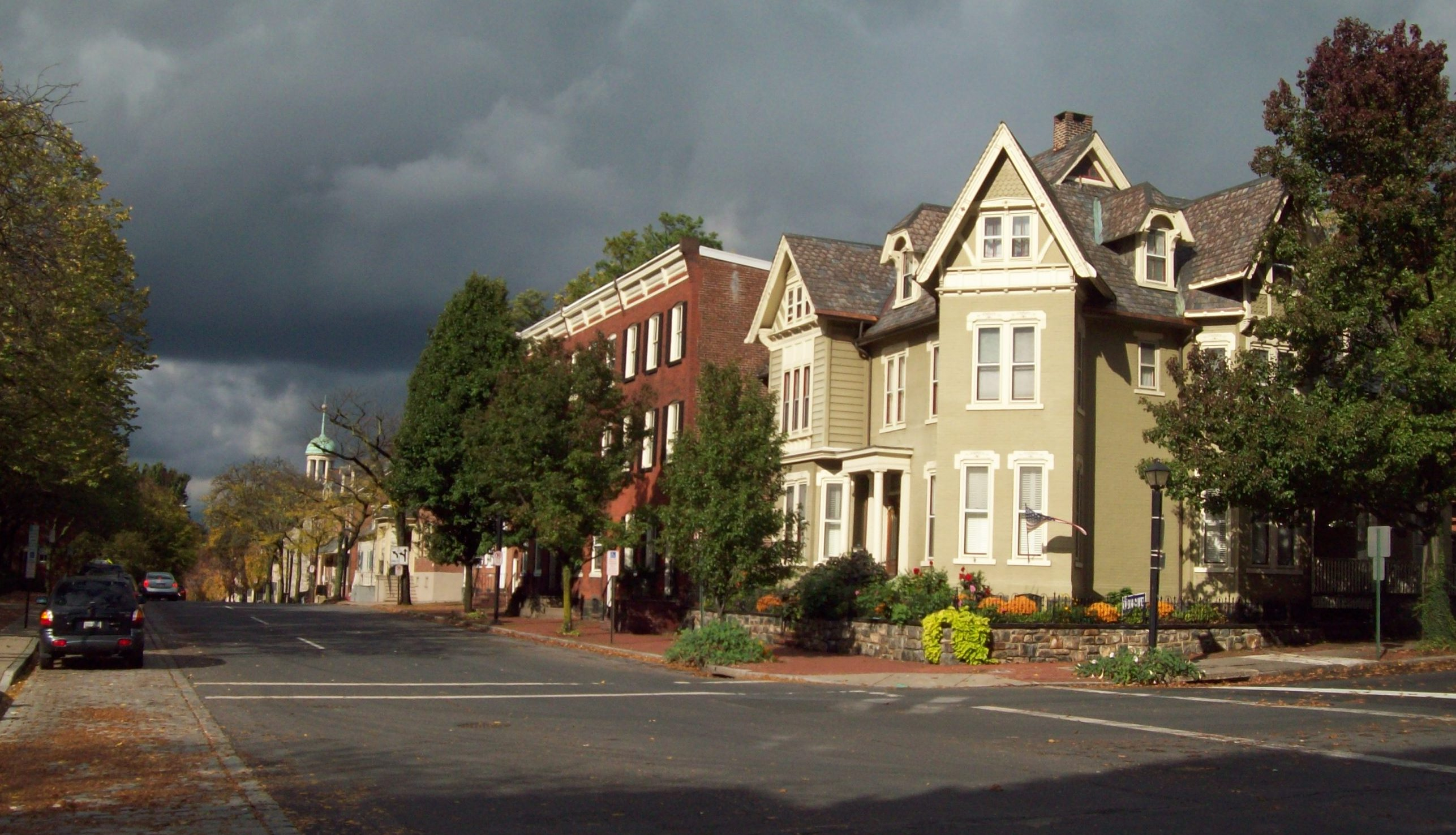
Het historisch centrum van Bethlehem

De Moravische kerknederzettingen is een naam waarmee de UNESCO Commissie voor het Werelderfgoed vier woonkernen heeft erkend als een werelderfgoedsite omwille van hun gemeenschappelijk verleden en vorm als geplande, gegroeide en bewaard gebleven kerknederzettingen van de Moravische Kerk. Het gaat om het Deense Christiansfeld, het Duitse Herrnhut, het Amerikaanse Bethlehem en het Noord-Ierse Gracehill.
De opname, als "Christiansfeld, een Moravische kerknederzetting", op de werelderfgoedlijst werd geïnitieerd in 2015 tijdens de 39e sessie van de Commissie voor het Werelderfgoed toen Christiansfeld werd erkend. Die 18e-eeuwse nederzetting in Zuid-Jutland werd toen uitgeroepen tot werelderfgoed omdat het een uitzonderlijk voorbeeld van een door de Moravische Kerk geplande kolonienederzetting was, die de maatschappelijke en ethische idealen van de Moravische Kerk weerspiegelt. De kolonie werd gesticht in 1773 door Nederlandse herrnhutters naar de regels van de Moravische Kerk, een lutherse vrije gemeente ontstaan in Herrnhut in Saksen. Het was koning Christiaan VII van Denemarken die een veld gaf om de leefgemeenschap te kunnen stichten. Ze kregen de eerste tien jaar vrijstelling van belastingen en de vrijheid om er hun religie te belijden, destijds uniek in het Lutherse Denemarken. Christiansfeld is volgens UNESCO een van de vele uitzonderlijke nederzettingen en het is het best bewaarde voorbeeld van een Noord-Europese kolonienederzetting gebouwd rond een centraal kerkplein. De stad presenteert een intacte en goed bewaarde verzameling gebouwen, georiënteerd langs twee tangentiële oost-west straten rond het Kerkplein en integreert een begraafplaats die buiten de stad is geplaatst. De stad weerspiegelt de maatschappelijke structuur van de Moravische Kerk, gekenmerkt door grote gemeenschappelijke huizen voor de weduwen en ongehuwde mannen en vrouwen van de congregatie. De architectuur is homogeen en onversierd, met gebouwen van één en twee verdiepingen in gele baksteen en met rode pannendaken. De verhoudingen, materialen en het vakmanschap dragen bij aan de bijzondere sfeer van rust en harmonie van de stad.
Deze werelderfgoederkenning werd in 2024 tijdens de 46e sessie van de Commissie voor het Werelderfgoed uitgebreid en aangepast naar "Moravische kerknederzettingen" nadat ook Herrnhut zelf en kolonies in het Amerikaanse Bethlehem in Pennsylvania en het Noord-Ierse Gracehill aan de erkenning werden gekoppeld. Ook deze drie gemeenten waarmee het werelderfgoed werd uitgebreid zijn in de 18e eeuw zijn gesticht. Elke nederzetting heeft zijn eigen architectonisch karakter, gebaseerd op de idealen van de Moravische Kerk, maar aangepast aan de lokale omstandigheden. Samen vertegenwoordigen ze de transnationale reikwijdte en consistentie van de internationale Moravische gemeenschap als een wereldwijd netwerk. Er is een actieve congregatie aanwezig in elk deel, waar tradities worden voortgezet en een levend Moravisch erfgoed vormen.
 Denemarken: Grafheuvels, runenstenen en kerk van Jelling · Kathedraal van Roskilde · Kasteel Kronborg · Waddenzee · Stevns Klint · Moravische kerknederzetting Christiansfeld · Par force-jachtlandschap in Noord-Seeland · Ringwalburchten uit de Vikingtijd · Møns Klint

 Groenland: IJsfjord van Ilulissat · Kujataa: Noordse en Inuitlandbouw aan de rand van de ijskap · Inuit-jachtgebieden van Aasivissuit-Nipisat
Dom van Aken · Abdij en Altenmünster van Lorsch · Slot Augustusburg en slot Falkenlust in Brühl · Bamberg · Bauhaus en zijn sites in Weimar, Dessau en Bernau · Klassiek Weimar · Fagusfabriek · Rammelsbergmijnen en historische stad Goslar · Dom van Keulen · Hanzestad Lübeck · Luthergedenkplaatsen in Eisleben en Wittenberg · Abdij van Maulbronn · Groeve Messel · Fürst-Pückler-Park Bad Muskau · Kloostereiland Reichenau · Museuminsel in Berlijn · Parklandschap Dessau-Wörlitz · Stiftskerk, kasteel en historisch centrum van Quedlinburg · Bedevaartskerk van Wies · Historisch centrum van Regensburg met Stadtamhof · Romeinse monumenten, Dom en Onze-Lieve-Vrouwekerk in Trier · Oude en voorhistorische beukenbossen van de Karpaten en andere regio's van Europa · Paleizen en parken van Potsdam en Berlijn · Michaeliskirche en Dom van Hildesheim · Dom van Speyer · Historisch centrum van Stralsund en Wismar · Stadhuis en Rolandstandbeeld van Bremen · Grenzen van het Romeinse Rijk: Opper-Germaans-Raetische limes · Bovenloop van het Midden-Rijndal · IJzersmelterij van Völklingen · Kasteel Wartburg · Residentie van Würzburg · Kolenmijn en industriecomplex Zeche Zollverein in Essen · Modernistische woonwijken in Berlijn · Waddenzee · Prehistorische paalwoningen in de Alpen · Markgrafelijk Operahuis in Bayreuth · Bergpark Wilhelmshöhe · Karolingisch westwerk en Civitas Corvey · Speicherstadt en het Kontorhausviertel met het Chilehaus in Hamburg · Architecturaal werk van Le Corbusier (Weißenhofsiedlung) · Grotten en kunst uit de ijstijd in de Zwabische Jura · Archeologisch grenslandschap van Hedeby en de Danevirke · Dom van Naumburg ·  Mijnstreek Erzgebirge/Krušnohoří · Waterbeheersysteem van Augsburg · Historische kuuroorden van Europa (Bad Ems, Baden-Baden en Bad Kissingen) · Mathildenhöhe Darmstadt · Grenzen van het Romeinse Rijk - De Neder-Germaanse limes · ShUM-sites van Speyer, Worms en Mainz · Grenzen van het Romeinse Rijk - De Donaulimes (Westelijk gedeelte)  · Joods-middeleeuws erfgoed van Erfurt · Complex van de residentie van Schwerin · Moravische kerknederzettingen (Herrnhut)  ·  De paleizen van Ludwig II van Beieren: Neuschwanstein, Linderhof, Schachen, Herrenchiemsee
Mesa Verde National Park · Yellowstone National Park · Grand Canyon National Park · Everglades National Park · Independence Hall · Kluane, Wrangell-St. Elias, Glacier Bay en Tatshenshini-Alsek · Redwood National Park · Mammoth Cave National Park · Nationaal park Olympic · Cahokia · Great Smoky Mountains National Park · La Fortaleza en de nationale historische site van San Juan in Puerto Rico · Vrijheidsbeeld · Yosemite National Park · Monticello en Universiteit van Virginia in Charlottesville · Nationaal park Hawaii Volcanoes · Nationaal Historisch Park van de Chacocultuur · Taos Pueblo · Nationaal park Carlsbad Caverns · Waterton Glacier International Peace Park · Papahānaumokuākea · Monumentale grondwerken van Poverty Point · Missies van San Antonio · De 20e-eeuwse architectuur van Frank Lloyd Wright · Moravische kerknederzettingen (Bethlehem)